# João de Aquino
João de Aquino Monteiro (Rio de Janeiro, 23 de julho de 1945 – Rio de Janeiro, 28 de setembro de 2022) foi um violonista, cantor, compositor, arranjador e produtor musical brasileiro. Era neto de um maestro de banda do interior do estado do Rio de Janeiro e primo do violonista e compositor Baden Powell.

## História
Trabalhou com diversos artistas como Maurício Carrilho, Candeia, Elza Soares, Dicró,  Carlos Cachaça, Leny Andrade, Monarco, Pery Ribeiro, Jorginho do Império, Martinho da Vila, Carmen Costa, Zezé Motta , Nelson Sargento, Roberto Ribeiro, Cartola, Elizeth Cardoso, Paulo César Pinheiro, Hermínio Bello de Carvalho, Paulo Frederico, Aldir Blanc, Radamés Gnattali, Gilson Peranzzetta, Wagner Tiso, Cauby Peixoto entre outros. Seu primeiro grande sucesso foi Viagem, composto em 1964 em parceria com Paulo César Pinheiro, que seria gravado em 1972 por Marisa Gata Mansa.
Em sua carreira foi premiado com o Prêmio Sharp e Chave de Ouro.

## Morte
Morreu em setembro de 2022, após sofrer uma parada cardíaca por conta de uma pneumonia.

## Discografia
Discos autorais e instrumentais:
- Violão Viajeiro (1974)
- Terreiro Grande (1978)
- Asfalto (1980)
- João de Aquino e Maurício Carrilho (1986)
- Patuá (1991)
- Carta Marcada (1994)
- Bordões (1996)
- Sabor (2002)
- Elza Soares & João de Aquino (2021)